# 原谷村 (福島県)
原谷村（はらやむら）は福島県大沼郡にあった村。現在の三島町北東部、只見川右岸の会津桧原駅周辺にあたる。

## 地理
- 河川：只見川

## 歴史
- 1889年（明治22年）4月1日 - 町村制の施行により、檜原村、滝谷村の区域をもって発足。
- 1942年（昭和17年）4月1日 - 西川村・三谷村と合併して宮下村が発足。同日原谷村廃止。

## 交通

### 鉄道路線
- 日本国有鉄道
  - 只見線
    - 会津桧原駅

本村の大字名を称する滝谷駅は隣接する柳津村に所在した。

### 道路
- 沼田街道（現・国道252号）